# Iablanița
Iablanița è un comune della Romania di 2416 abitanti, ubicato nel distretto di Caraș-Severin, nella regione storica del Banato.
Il comune è formato dall'unione di 3 villaggi: Globu Craiovei, Iablanița, Petnic.